# Abner Graboff
Abner Graboff (ur. 28 czerwca 1919 w East Orange, New Jersey, zm. 1986) – amerykański artysta grafik rosyjskiego pochodzenia, ilustrator książek dla dzieci.

## Życiorys
Graboff pochodził z rodziny rosyjskich imigrantów posiadających i prowadzących pralnię. Rodzice, Joseph i Sonia, mieli po 6 latach kolejnego syna. Ira został architektem. Ojciec chłopców zmarł wcześnie, w wieku 48 lat, z powodu nowotworu. Po ukończeniu szkoły średniej Abner rozpoczął naukę w Parsons School of Design w Nowym Jorku, gdzie był stypendystą. W czasie II wojny światowej służył w armii USA w Wielkiej Brytanii i Francji.
W 1945 roku poślubił rodaczkę z East Orange, Vivian Linde. Mieli trzech synów – Michaela (1951), Paula i Jonathana, muzyka (1954).

## Twórczość
Graboff był freelancerem. Projektował reklamy, okładki książek, ilustracje, tworzył projekty graficzne dla telewizji (pracował m.in. dla stacji CBS).
W 1949 brał udział w wystawie w Nowym Jorku na Manhattanie w Museum of Modern Art. Zaprojektował kilkadziesiąt okładek płyt dla wytwórni muzycznych, m.in. Columbia Masterworks, RCA Victor, MGM Records, Scholastic Records, Vanguard. Zilustrował kilkadziesiąt książek, głównie dla dzieci. Ilustrował również książki muzyczne i kucharskie.
Według relacji syna, artysta preferował zamaszystą pracę bez udziwnień. Cenił styl, jaki prezentowali m.in. Franz Kline, Mark Rothko, Rockwell Kent.
W 1954 zilustrowana przez niego książka The Sun Looks Down otrzymała doroczną nagrodę „The New York Times Best Illustrated Children's Book” gazety The New York Times dla 10 najlepszych ilustrowanych książek dla dzieci.

### Książki
Zilustrowane i napisane publikacje:

- The Sun Looks Down (1954)
- Rainbow In The Morning (1956)
- A Tale Is A Tale (1957)
- Abelard Folk Song Book (1958)
- I Want To Whistle (1958)
- The Daddy Days (1958)
- Of Course, You’re A Horse! (1959)
- Merry Ditties (song book for piano and guitar) (1959)
- Something For You, Something For Me (1960)
- Noise In The Night (1960)
- Mr Angelo (1960)[8]
- Please Don’t Feel Horace (1961)
- I Know An Old Lady (1961)[9]
- Weeks And Weeks (1962)
- A Fresh Look At Cats (1963)
- The Hungry Goat (1964)
- No Sort Of Animal (1964)
- Heat (1965)
- Mrs. McGarrity’s Peppermint Sweater (1966)
- Do You Want To See Something? (1965)
- Do Cat Birds Have Whiskers?  (1967)
- Willie & Winnie & Wilma The Wicked Witch (1967)
- Skippy The Skunk (1968)
- Would You Put Your Money In A Sand Bank? (1968)
- Crystal Magic (1968)
- Limpy The Lion, (See and Say Sounds Series) (1969)
- Old Macdonald Had A Farm (1969)
- It’s A Picnic! (1969)
- Ann’s Ann-imal (1969)
- Do You What I See? No! I See Something Else (1975)
- In A Cat’s Eye (1976)

### Okładki płyt
Źródło:
- Portia Nelson, Jack Cassidy In Rodgers & Hart's On Your Toes, Columbia Masterworks (1952)
- Martyn Green, Lehman Engel, Columbia Operetta Chorus And Orchestra Martyn Green's Gilbert & Sullivan, Columbia Masterworks ML 4643 (1953)
- Danny Kaye, Columbia CL6023 * Somethin' Smith & The Redheads Ain't We Got Fun Kinda Songs MGM Records E3941
- The Boston Pops Orchestra Classic Marches, RCA Victor Red Seal ERA-27
- Alan Mills Old MacDonald Had A Farm And Other Funny Songs, Scholastic Records CC0628 (1969)
- Alan Mills I Know An Old Lady And Other Funny Songs, Scholastic Records (1969)
- Various Artists American Songs To Sing, Scholastic Records SCC2745 (1976)
- Sylvia Grant And Deborah Howe Hi! Ho! What's The Weather, Scholastic Records SCC2797 (1976)
- Richard Maltby And His Orchestra  Musical Highlights "Damn Yankees" "X" EXA-136
- Haydn Trumpet Concerto - Sinfonia Concertante - Divertimento, Concert Hall Society CM2101
- The Stuttgart Festival Band, Emil Kahn – John Philip Sousa Marches And Others Alto Saxophone, Music Minus One MMO 7069
- Sir John Barbirolli Viennese Night With Barbirolli, Vanguard Everyman Classics SRV237SD
- Various Artists Zum Tanzen Und Träumen - Unvergängliche Schlager, Varieton POP-1207

### Tłumaczenia
W 2020 roku ukazały się pierwsze polskie wydania książek z ilustracjami Graboffa: Była raz starsza pani (ang. There Was an Old Lady) oraz Co potrafią koty? (ang. What Can Cats Do?), do której napisał treść i narysował ilustracje. Na język polski przetłumaczyła autorka i tłumaczka książek dla dzieci i młodzieży Emilia Kiereś, córka Małgorzaty Musierowicz.